# Schottische Badmintonmeisterschaft 1952
Die Schottische Badmintonmeisterschaft 1952 fand in Arbroath statt. Es war die 31. Austragung der nationalen Meisterschaften von Schottland im Badminton.	

## Titelträger
| Disziplin    | Sieger                          |
| ------------ | ------------------------------- |
| Herreneinzel | Alastair Russell                |
| Dameneinzel  | M. Robertson                    |
| Herrendoppel | James C. Mackay James B. Leslie |
| Damendoppel  | I. S. Vallance J. H. MacGregor  |
| Mixed        | James C. Mackay J. H. MacGregor |